# Salomon Braun
Salomon Braun (auch Salomo Braun, * 22. Januar 1639 in Kiel; † 30. November 1675) war ein deutscher Mediziner.

## Leben
Salomon Braun war zunächst praktischer Arzt in der freien kaiserlichen Stadt Nördlingen und wurde anschließend Physicus von Biberach. Später wirkte er auch als Leibarzt des Markgrafen Brandenburg-Barut.
Am 16. Oktober 1672 wurde Salomon Braun als Mitglied (Matrikel-Nr. 40) in die Academia Naturae Curiosorum, die heutige Deutsche Akademie der Naturforscher Leopoldina, aufgenommen.

## Schriften
- Kurtze Entwerffung Oder Beschreibung Deß schon vor mehr als ein hundert Jahren weit berühmten/ jetzo aber neu auff- und zugerichteten Bades/ Der Jordan genandt/ Bey deß H. Röm. Reichs Stadt Biberach. Kerner, Tübingen 1672.